# Radio Bolivariana
Radio Bolivariana es una emisora de radio, con carácter universitario, con sede en la ciudad de Medellín. Es propiedad y operado por la Universidad Pontificia Bolivariana. Comenzó sus emisiones el día 11 de agosto de 1948, por iniciativa del monseñor Félix Henao Botero, primer rector de la UPB, cuya emisora está destinada a ser una de las primeras en el formato educativo, mezclado tanto en la programación musical como educativo, destinado a los estudiantes de la dicha casa de estudios.
En 1965, con el fallecimiento de Botero, la emisora comenzó a dirigir por parte de los estudiantes, el manejo de su programación y equipos de transmisión, como parte de la Escuela de  Ingenierías. La emisora pasaron importantes figuras como Bernardo Hoyos, Raúl Aguilar y José Lúis Restrepo. En 1973, la emisora amplió a las 24 horas del día, ampliándose su cobertura por algunos municipios de Antioquia. En 1992, empezó a transmitir su frecuencia en la 92.4 FM. Por el pasar del tiempo, la emisora renovó su programación al incorporarse temas, basados en las escuela de la universidad. 
Su primera presencia televisiva, fue en el canal regional Teleantioquia, para presentar diversos programas, en su mayoría en los domingos, y desde 1999, fue uno de los primeros medios en lanzar su propia página web.
En el año 2000, transmite la programación de la universidad en las 25 estaciones del Metro de Medellín. 

## Recursos Web
- Página Web Oficial* Streaming address

- Datos: Q6096193